# Leiston
Leiston è un paese di 5 357 abitanti della contea del Suffolk, in Inghilterra.